# Dolichoderus gagates
Dolichoderus gagates är en myrart som beskrevs av Carlo Emery 1890. Dolichoderus gagates ingår i släktet Dolichoderus och familjen myror. Inga underarter finns listade i Catalogue of Life.